# Кохання всього його життя (Доктор Хаус)
«Кохання всього його життя» (англ. Fools for Love)  — п'ята серія третього сезону американського телесеріалу «Доктор Хаус». Прем'єра епізоду проходила на каналі FOX 31 жовтня 2006. Доктор Хаус і його команда мають врятувати молоду подружню пару, які мають одну й ту ж саму хворобу.

## Сюжет
Під час пограбування в кафе Трейсі і Джеремі, міжрасової пари, дівчина починає задихатися. В лікарні Кемерон повідомляє Хауса, що у неї стався анафілактичний віддтік горла, але який не був спровокований алергією. Зараз набряк спав, але почались сильні болі в животі. Хаус наказує зробити діагностичну лапаратомію, але Кемерон каже, що її вже робили і вона виявилась чистою. Чейз вважає, що у дівчини може бути сальмонела. Хаус дає розпорядження на лікування. Невдовзі Хаус відвідує кабінет для прийняття хворих і зустрічається там з розлюченим пацієнтом. Після неприємної розмови Хаус вирішує поквитатись і встромляє хворому термометр в анальний отвір, щоб виміряти температуру.
Тим часом у Трейсі почалась алергічна реакція на ліки. Тепер Хаус впевнився, що Чейз неправий і наказує перевірити її на анафілаксію від фізичного навантаження. Він вважає, що під час стресу у дівчини виробляється забагато адреналіну, який шкодить їй. Трейсі поставили на бігову доріжку, але під час тесту її чоловік Джеремі відчув сильний біль у животі і грудях. Після аналізів і тестів Форман дізнається, що у чоловіка не було ні інфаркту, ні чогось іншого. Команда перевіряє молоду подружню пару на різні захворювання, а також будинок на грибки, паразити і токсини. В будинку Чейз знаходить пачку презервативів, хоча Трейсі користується протизаплідними пігулками. Форман і Чейз перевіряють Джеремі і Трейсі на венеричні хвороби, але результат виявляється негативним. Згодом дівчина починає галюцинувати, а невдовзі після цього впадає в кому. Після МРТ у мозку Трейсі знаходять декілька набряків. Хаус думає, що у пари саркоїдоз, але це не підтверджений діагноз. Хаус хоче, щоб Трейсі зробили біопсію, але Джеремі не погоджується. Він вимагає, щоб боіпсію зробили йому, так у них спільна хвороба. Згодом Джеремі стає гірше і у нього починає гнити кишка, що вказує на те, що це не саркоїдоз.
Форман розповідає Хаусу, що батько Джеремі зламав йому руку, коли дізнався, що він і Трейсі зустрічаються. Тоді Хаус зрозумів, що у них спадкова хвороба. Трейсі і Джеремі дуже схожі, тільки дівчина трохи темніша за хлопця. Діагноз Хауса: спадковий ангіоневротичний набряк. Після лікування Трейсі виходить з коми, а Джеремі одужує. Форман розповідає їм, що вони зведені брат і сестра. В кінці серії детектив Тріттер (пацієнт, з який Хаус повівся не дуже ввічливо) арештовує Хауса за зберігання наркотиків (вікодину).